# Eugen Hackmann

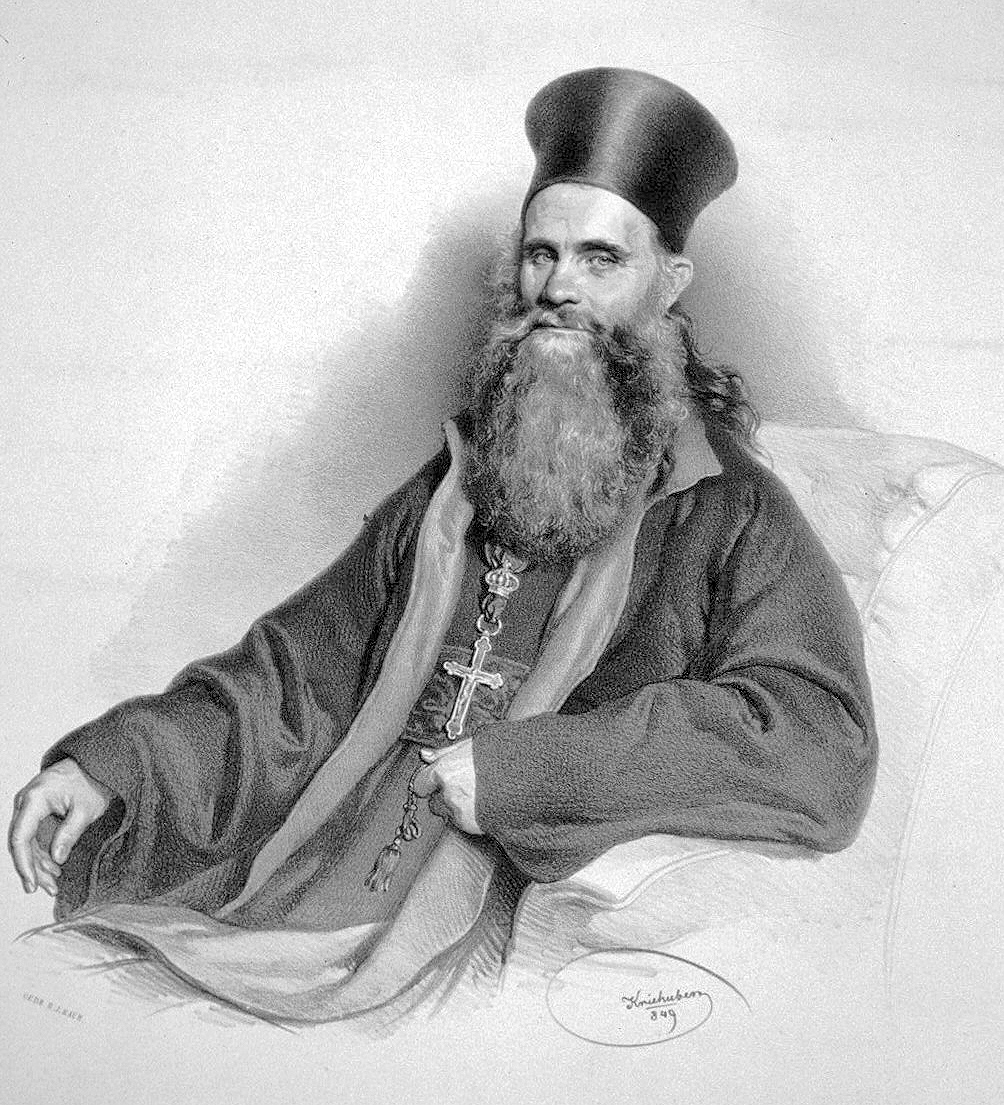
Eugen Hakman 1849

Eugen Hakmann; auch: Hackmann, ukrainisch: Євген Гакман (Jevhen Hakman), rumänisch: Eugenie Hacman; (* 16. März 1793 in Wasloutz (Vaslăuți), Bukowina; † 12. April 1873 in Wien, bestattet in Czernowitz (Cernăuți)) war ein hoher orthodoxer geistlicher Würdenträger (Erzbischof von Czernowitz, Metropolit der Bukowina und Dalmatiens) und österreichischer Politiker, erster Landeshauptmann des Herzogtums Bukowina sowie Mitglied des Herrenhauses des österreichischen Reichsrats.

## Abstammung
Die Familie kam ursprünglich aus der Gegend von Hotin. Den Namen erbte sie von einem Urahn, der Hatman gewesen war. Es kam zu einer Lautverschiebung bei der Namensführung. Der Vatersname wurde, wohl erst in der Bukowina, als „Hakmann“ bzw. „Hacman“ geführt. Der spätere Erzbischof entstammte einer zwischenzeitlich verarmten Bauernfamilie aus einem Dorf in der Nähe von Zastavna im Bezirk Czernowitz.

## Biographie

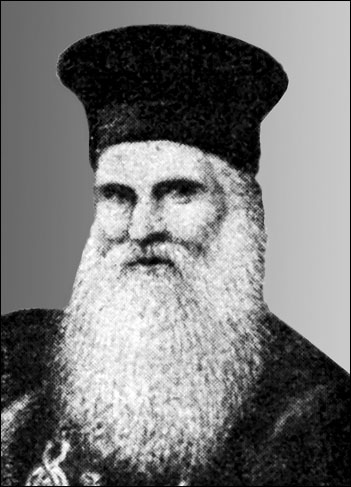
Metropolit Eugen Hakman

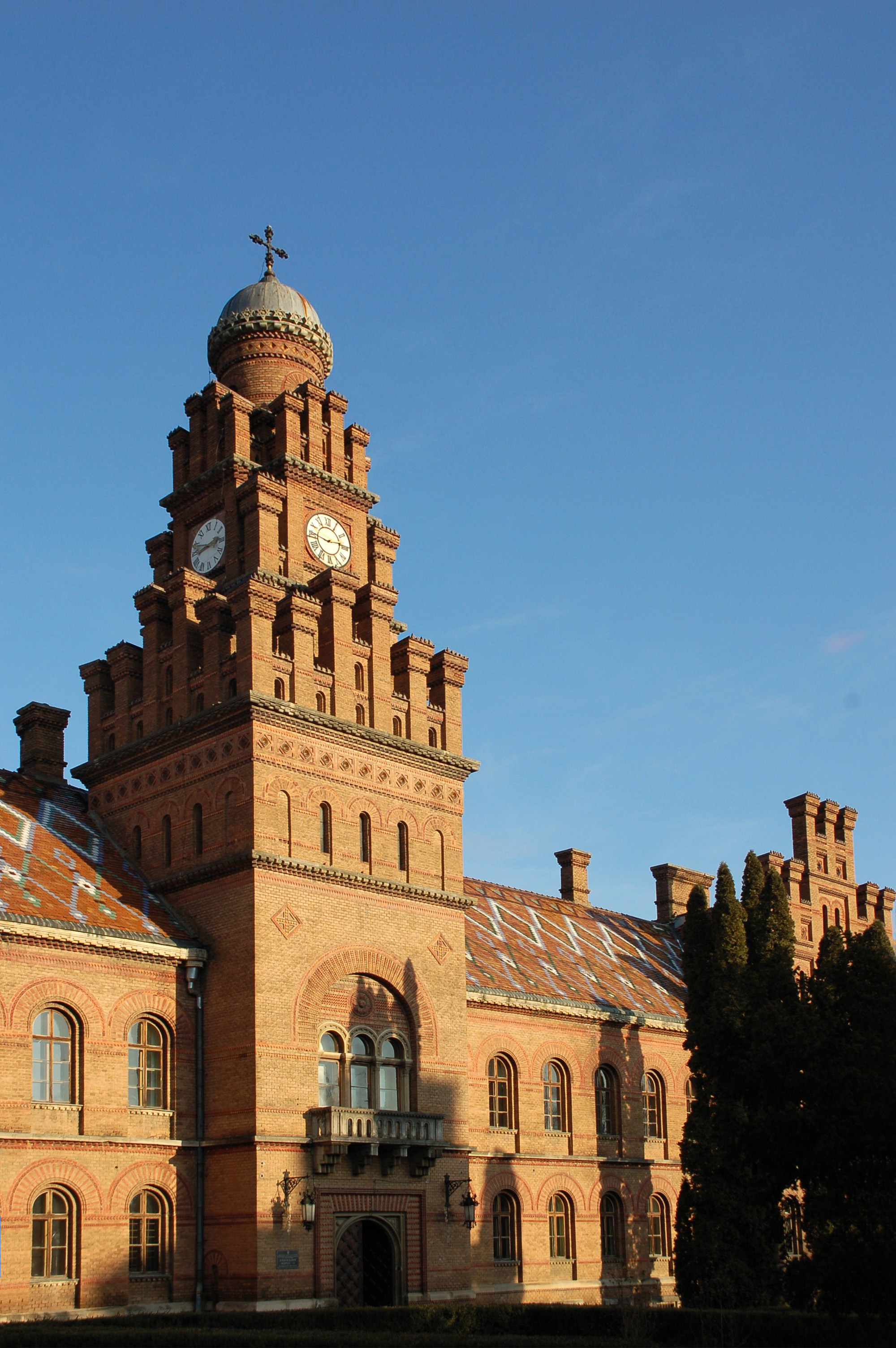
Ehemalige erzbischöfliche Residenz, Uhrenturm

Dem auf den Namen Iftimie Getauften ermöglichte ein Onkel den Besuch einer höheren kirchlichen Lehranstalt in der Landeshauptstadt. Der damalige Bischof Daniel Wlachowicz (Vlahović, Vlahovici) bezahlte ihm dann von 1819 bis 1823 den Aufenthalt im k. k. Konvikt und das Studium der Theologie an der römisch-katholischen (!) theologischen Fakultät der Universität Wien. 1823 legte Iftimie die monastischen Gelübde, wobei er den Namen Eugenie annahm, ab und wurde zum Priester geweiht. Er wirkte an der griechisch-orthodoxen Trivialschule in Czernowitz als Archimandrit und Priestermönch im Kloster Dragomirna.
1827 stieg er zum Professor für Bibelstudien an der dortigen neu errichteten theologischen Lehranstalt auf, wo er sich vehement und schließlich erfolgreich für die Einführung der rumänischen Unterrichtssprache einsetzte.
Am 8. Mai 1835 wurde er zum Bischof von Czernowitz und der Bukowina geweiht. Während seiner Amtszeit setzte er sich für die Entwicklung des Volksschulwesens und der Konfessionsschulen ein und ließ auch zahlreiche gründen, wobei Rumänisch als Unterrichtssprache galt. Desgleichen konstituierte er 1860 das Gymnasium von Suceava (Suczawa). In der Kirchenverwaltung favorisierte er jedoch Deutsch als Amtssprache. Er unterstützte auch den Bau neuer Kirchen, gleichfalls wurden das Erzbischöfliche Palais (fertiggestellt 1882) und die griechisch-orthodoxe Kathedrale in der Zeit seines Wirkens erbaut (1844–1864).
Hakman entwickelte sich zu einem der aktivsten Vorkämpfer der Befreiung des Buchenlandes von der galizischen Abhängigkeit. Bereits 1848 hatte er die Petition zur Loslösung der Bukowina von Galizien mitunterzeichnet. Der Bukowinaer Landtag wählte ihn nach Inkrafttreten der Februarverfassung vom 26. Februar 1861 zum ersten Landeshauptmann des Herzogtums, ein Amt, das er bis zu seinem Rücktritt Anfang Dezember 1862 ausübte. Im gleichen Jahr wurde er Mitglied des Herrenhauses auf Lebenszeit.
Wenige Monate vor seinem Tod am 23. Januar 1873 wurde er durch das Dekret Kaiser Franz Josephs I. in den Rang eines Erzbischofs und Metropoliten für das neu geschaffene Erzbistum Bukowina und Dalmatien erhoben.
Bei seinem Begräbnis waren unter den vielen Trauernden der k.u.k. Innenminister Josef Anton Lasser Freiherr von Zollheim, der Minister für Unterricht und Kultus Karl Ritter von Stremayr und Handelsminister Anton Freiherr von Banhans zugegen. Sein Leichnam wurde nach Czernowitz überführt und in der Kathedrale beigesetzt.

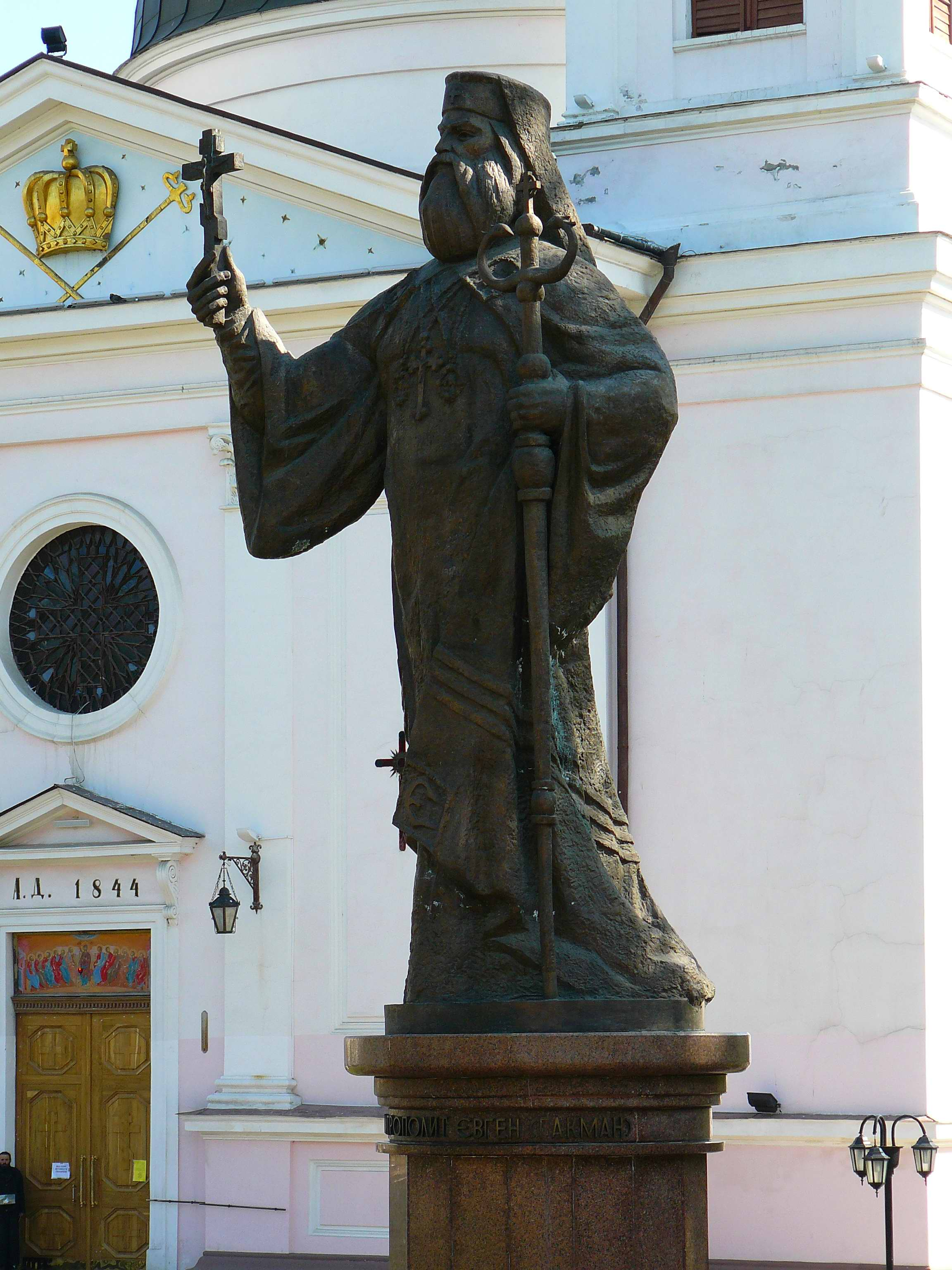
Bronzedenkmal von 2008

Hakmann war Träger des Komturkreuzes des Franz-Joseph-Ordens. Nach ihm wurde die Bischof-Hakman-Gasse in Czernowitz benannt. Er war Ehrenbürger der Städte Czernowitz und Sereth (Siret).
Zum Anlass seines 135. Todestages ließ die Ukrainisch Orthodoxe Kirche (Moskauer Patriarchat) 2008 vor der Bukowiner Hauptkirche ein massives, überlebensgroßes Bronzedenkmal vor der Hauptkirche errichten und die Ukrainisch Orthodoxe Kirche (Kiewer Patriarchat) in Sichtweite eine Bronzetafel.